# 大韓民国 (年号)
大韓民国（だいかんみんこく）は、大韓民国臨時政府および建国直後の大韓民国（1948年8月15日 - 9月24日）において使用された紀年法。

## 大韓民国臨時政府
中華民国上海市で成立した大韓民国臨時政府は、1919年4月11日に、"大韓民国元年4月11日"と表記した大韓民国臨時憲章を公布、公式な紀年法として採用し、臨時政府が作成する公文書のほか、韓人愛国団、韓国光復軍など関連機関でも使用された、としている。

## 大韓民国
1948年に大韓民国政府が成立すると、同年9月25日、「年号に関する法律」（法律第4号）を制定、「大韓民国」を公式な紀年法に採用、すべての公文書に「大韓民国30年」と記載した。しかし国会は法律施行に先立つ7月12日に大韓民国憲法を発布しており、その前文に制定年として檀君4281年と記載しており、大韓民国暦の採用は李承晩政権が上海で成立した大韓民国臨時政府の継承政権であることを内外に表明するための強い意志が働いた結果とされる。
その後韓国国会は大韓民国暦と檀君紀元の統合について議論、大韓民国暦は僅か1ヶ月余で使用が停止され、神話として朝鮮の建国始祖とされる檀君の即位を元年とする檀君紀元が採用された。

## 西暦との対照表
| 民国 | 元年   | 2年    | 3年    | 4年    | 5年    | 6年    | 7年    | 8年    | 9年    | 10年   |
| 西暦 | 1919年 | 1920年 | 1921年 | 1922年 | 1923年 | 1924年 | 1925年 | 1926年 | 1927年 | 1928年 |

| 民国 | 11年   | 12年   | 13年   | 14年   | 15年   | 16年   | 17年   | 18年   | 19年   | 20年   |
| 西暦 | 1929年 | 1930年 | 1931年 | 1932年 | 1933年 | 1934年 | 1935年 | 1936年 | 1937年 | 1938年 |

| 民国 | 21年   | 22年   | 23年   | 24年   | 25年   | 26年   | 27年   | 28年   | 29年   | 30年   |
| 西暦 | 1939年 | 1940年 | 1941年 | 1942年 | 1943年 | 1944年 | 1945年 | 1946年 | 1947年 | 1948年 |